# 732-й зенитный артиллерийский полк
732-й зенитный артиллерийский полк — формирование (воинская часть, зенитный артиллерийский полк) войск противовоздушной обороны вооружённых сил СССР в Великой Отечественной войне.
Сокращённое наименование — 732 зенап.

## История

### Формирование
Полк формировался с 9 апреля 1941 года в городе Туле. В этот день из города Бронницы Московской области в Тулу прибыл дивизион в составе 151-го человека под командованием капитана Пахомовского Валентина Ивановича. Разместившись в кабинетах и комнатах железнодорожного клуба, Пахомовский комплектовал полк за счёт прибывших из частей и училищ рядовых и командиров, а также за счёт новобранцев, в основном туляков.
Осенью 1941 года полк состоял из штаба, трёх дивизионов (76 орудий) и прожекторного батальона. На вооружении полка находились 85-мм зенитные пушки образца 1939 года с ПУАЗО-3. Позже был сформирован ещё зенитно-пулемётный батальон. С момента поступления в действующую армию находился в Туле, входил в Московскую зону ПВО.

### На тульском рубеже
Боевой счёт в полку открыла 6-я батарея (старший лейтенант Михаил Зайцев) 27 сентября 1941 года. 26 сентября 6-я батарея выехала в район шахтёрского посёлка Болохово (Тульская область), где заняла огневую позицию. 27 сентября, во второй половине дня, над позициями батареи были обнаружены 9 бомбардировщиков люфтваффе в сопровождении истребителей, летевшие курсом на Москву. Открыв огонь по немецким самолётам, зенитчики сбили один из них. В ответ, от основной группы отделились два истребителя, которые обстреляли батарею с воздуха. К вечеру зенитчики сменили позицию, а на утро следующего дня два бомбардировщика «Хейнкель-111» нанесли бомбовый удар по старой огневой позиции. Когда бомбардировщики сбросили свои бомбы, батарея открыла ответный огонь и сбила ещё один самолёт.
Полк сыграл большую роль в обороне дальних подступов к Москве и обороне города Тулы. Оборона Тулы была возложена на 50-ю армию Брянского фронта, в состав которой входил 732-й зенитно-артиллерийский полк. В октябре командиром полка назначен майор Бондаренко Михаил Трофимович.
После провала Орловско-Брянской оборонительной операции 5 октября части вермахта заняли Орёл, затем Мценск, создав реальную угрозу прорыва танков и мотопехоты к Туле. Кроме борьбы с воздушными целями, в сложившейся обстановке полку была поставлена задача быть готовым к борьбе с танками. Личный состав готовился к ведению стрельбы прямой наводкой по танкам и пехоте.
Одновременно усилились налёты немецкой авиации на город. 5 октября пять зенитных батарей 1-го дивизиона и одна батарея малой зенитной артиллерии отражали массированный налёт на Тулу. Трём «Ю-87» удалось сбросить бомбы на Московский вокзал, причём одна из них попала в железнодорожный клуб, где размещался штаб полка. Осколками было убито и ранено несколько человек личного состава, помещения были сильно разрушены.
18 октября 1941 года 3-й дивизион полка выехал на противовоздушную оборону Сталинграда.
22 октября Командующий Московской зоной ПВО генерал М. С. Громадин приказал привести в боевую готовность все средства ПВО для отражения наземного противника. С 26 октября в Туле было объявлено осадное положение.

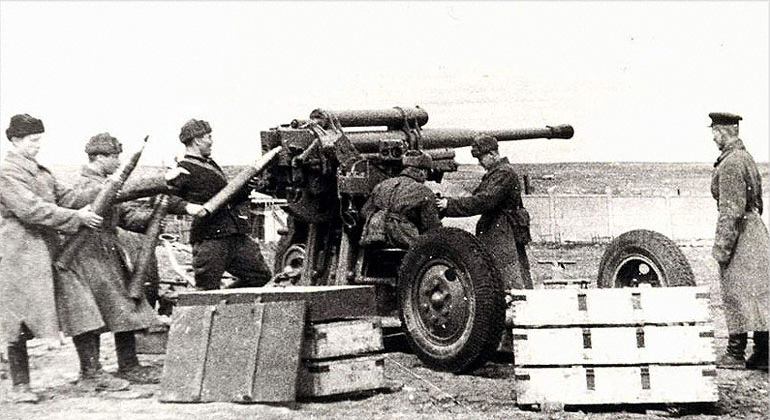
Расчёт 85-мм зенитного орудия 52-К 6-й батареи 732-го зенитно-артиллерийского полка на рубежах обороны города Тулы, октябрь 1941 год.
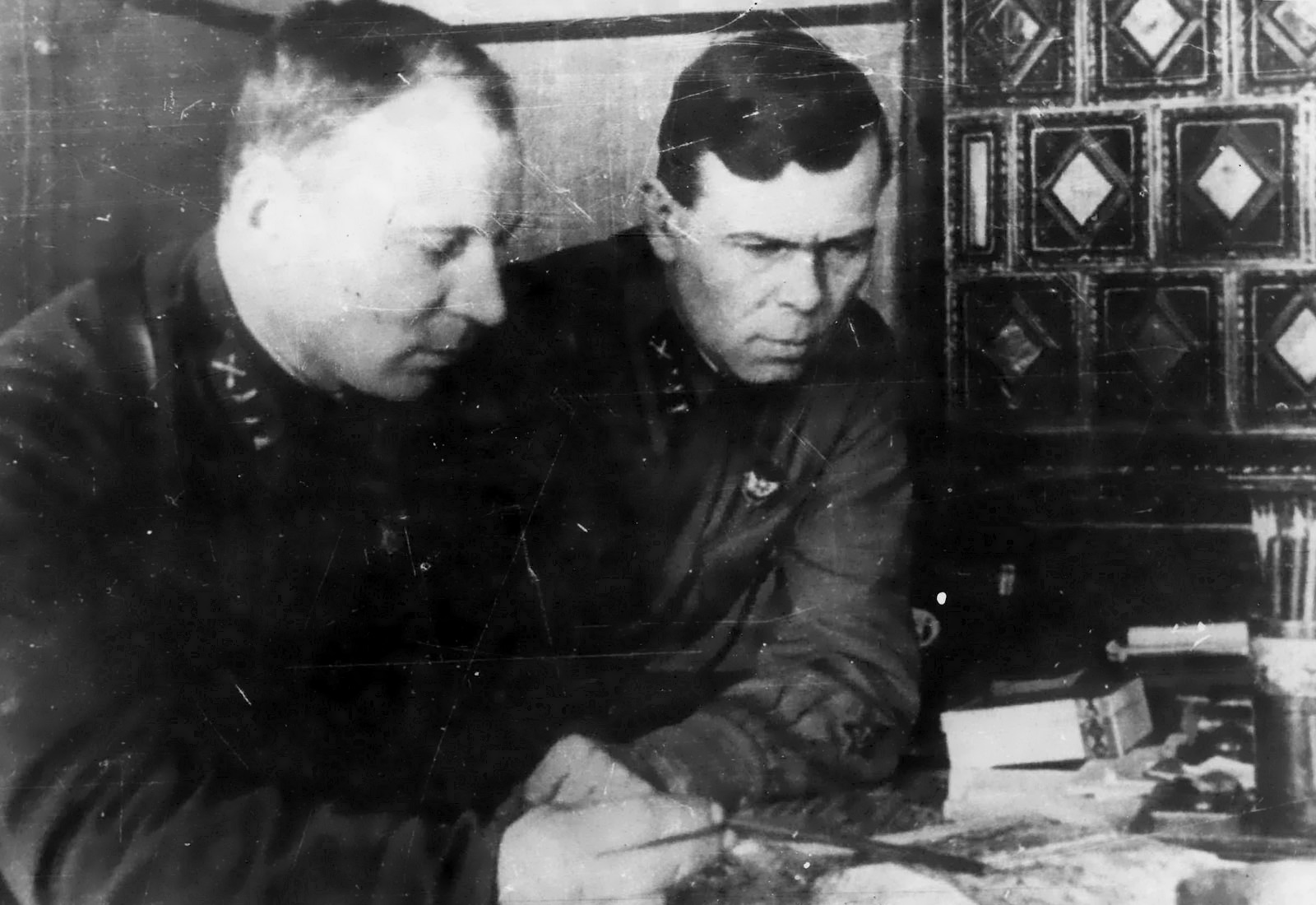
Командир 732-го зенитно-артиллерийского полка подполковник М. Т. Бондаренко (слева) и военный комиссар полка старший батальонный комиссар Г. И. Морозкин. Тула, октябрь-ноябрь 1941 года.
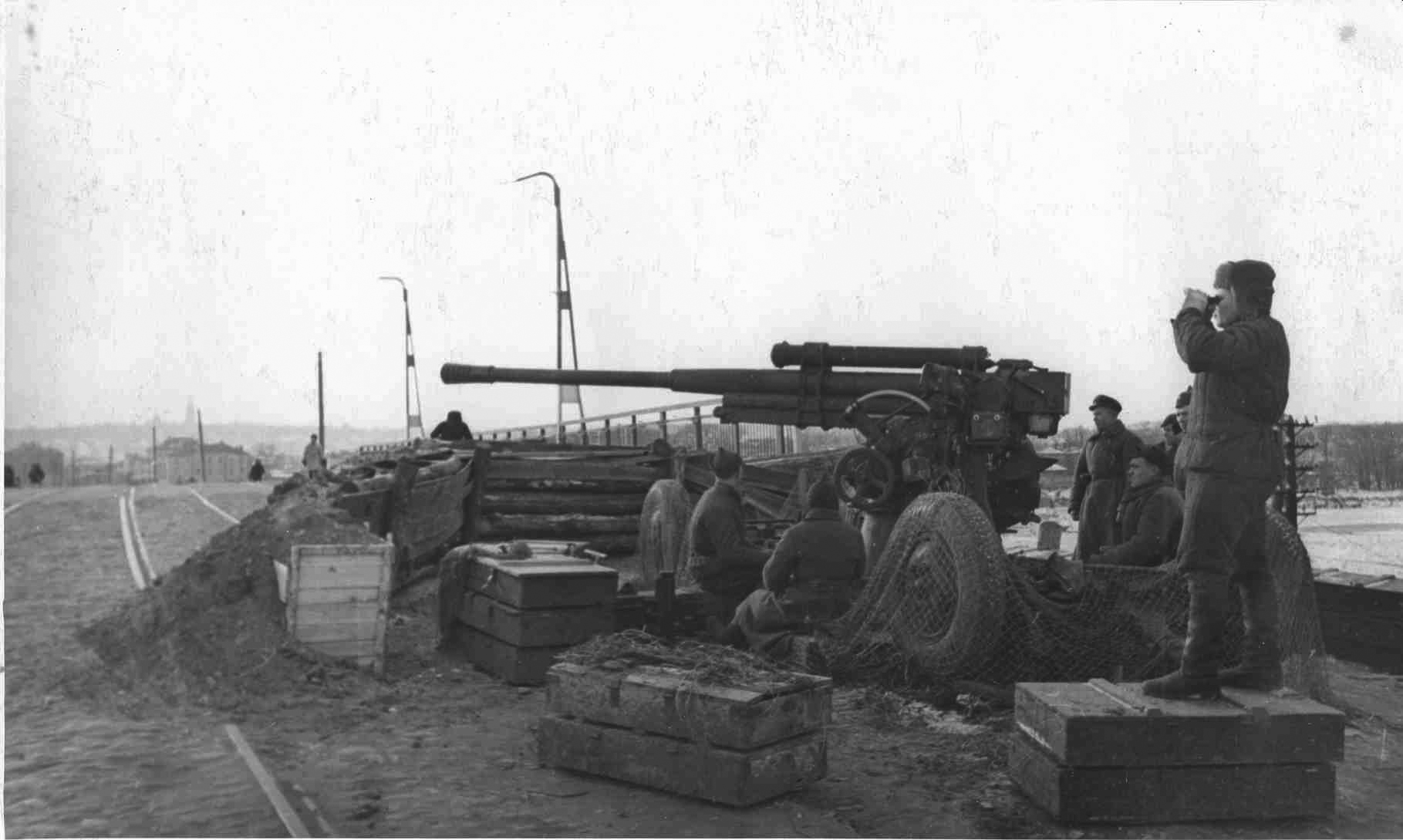
85-мм зенитное орудие 52-К 6-й батареи на Пролетарском мосту в Туле. Октябрь 1941 года.

По решению ГКО от 27 октября на прикрытие Тулы со стороны Орловского шоссе были направлены Тульский рабочий полк (слева) и 156-й полк НКВД (справа), которых поддерживала зенитная артиллерия 732-го полка ПВО.
С 30 октября по 1 ноября две танковые дивизии (около 100 танков в первом эшелоне) и одна пехотная бригада противника пытались овладеть городом Тула, нанося основные удары по Орловскому шоссе, Рогожинскому посёлку и Воронежскому шоссе. К этому времени отойти к Туле успела только часть войск 50-й армии. 69-я бригада войск НКВД по охране особо важных промышленных предприятий (156-й полк) и подчинённые бригаде части гарнизона (732-й зенитный артиллерийский полк ПВО) и ополченцев (Тульский рабочий полк) под командованием И. Я. Кравченко приняли на себя первый удар и сумели удержать оборону до подхода подкреплений.
После создания Венёвского боевого участка, для усиления его обороны из Тулы была переброшена 16-я батарея лейтенанта Зелянина. Батарея вступила в бой ещё по дороге, 22 ноября, четырежды подвергалась нападению с воздуха, при этом сбила два самолёта противника. Заняв огневые позиции на южной окраине Венёва, зенитчики вели огонь одновременно по наземным и воздушным целям: за время боёв 23 и 24 ноября было сбито три немецких самолёта и подбито 6 танков. В этих боях почти все расчёты батареи погибли: из 66 человек только 6 человек остались в живых.
За проявленное мужество, отвагу и героизм при обороне Тулы 45 солдат и офицеров полка были награждены правительственными наградами. Командир взвода 6-й батареи лейтенант Г. М. Волнянский и красноармеец И. И. Беспалов, которые уничтожили 14 танков противника, посмертно награждены орденами Ленина. Командир полка подполковник М. Т. Бондаренко, комиссар — батальонный комиссар Г. И. Морозкин, начальник штаба майор А. А. Киселёв, лейтенант М. Н. Зайцев, политрук М. И. Сизов были награждены орденами Красного Знамени. Орденами Красной Звезды награждены сержанты Коченов, Никитенко, красноармеец Волокиткин и другие.

### В тылу под Тулой
После советского контрнаступления под Москвой, 732-й зенитно-артиллерийский полк был оставлен в тылу для противовоздушной обороны города Тула. В апреле 1942 года в полк пришло пополнение — около 800—900 девушек-добровольцев.
В мае — июне 1942 года 9-я батарея полка выезжала на оборону станции Горбачёво (Плавский район Тульской области), которая находилась примерно в 30 км от линии фронта и подвергалась массированным налётам авиации противника. Вместе с 72-м бронепоездом, который оборонял станцию до этого, 9-я батарея регулярно вела бои с немецкими самолётами. Всего за 1942 года при участии девушек 9-й батареи полк сбил 14 самолётов противника.
С февраля по апрель 1943 года 5-я батарея полка выезжала на оборону станции Узловая — важный железнодорожный узел, отражала многочисленные налёты авиации противника. Многие девушки 5-й батареи были удостоены боевых наград.
В 1943 году немецкие бомбардировщики большими группами предпринимали налёты на города в советском тылу, имеющие стратегическое значение. В Туле зенитным батареям полка почти ежедневно в вечерние и ночные часы приходилось вести мощный заградительный огонь.

### На запад
В связи с успешным продвижением советских войск на запад, 26 июля 1944 года полк был передислоцирован из Тулы в Брест (ныне Белоруссия). Командный пункт полка находился в Брестской крепости. С 7 августа 1944 по 8 марта 1945 года 732-й зенитный полк находился в составе 5-го корпуса Северного фронта ПВО, обеспечивал противовоздушную оборону города Бреста, аэродромов, железнодорожного моста через западный Буг, коммуникаций наступающих войск 1-го Белорусского фронта и других важных стратегических объектов. Так же часть зенитного артиллерийского полка была отправлена в город Познань(Польша) для охраны аэропорта.
16 марта 1945 года полк передислоцирован в город Лодзь (Польша). Прожектористы полка участвовали в форсировании Одера. До конца войны 732-й зенитно-артиллерийский полк оборонял текстильную промышленность Польши.

### Послевоенные годы
В послевоенные годы полк был переименован в 108-й зенитный ракетный полк и с 1949 года дислоцируется под Воронежем.

## Командиры
- капитан Пахомовский Валентин Иванович
- майор Бондаренко Михаил Трофимович

## Отличившиеся воины полка
- Волнянский, Григорий Матвеевич — командир взвода 6-й батареи (орден Ленина, посмертно)

## Память
В ноябре 1966 года в память о боях 732-го зенитного артиллерийского полка и 156-го полка НКВД в Туле на пересечение проспекта Ленина и ул. Циолковского установлено зенитное орудие, а на углу ул. Староникитской и ул. Оборонной — ЗИС-3.
В средней школе № 33 города Тулы имеется школьный музей 732-го зенитного артиллерийского полка.

## Документы
- Выписка из журнала боевых действий 732-го зенитно-артиллерийского полка противовоздушной обороны. Портал Тулы и Тульской области (4 ноября 1941). Дата обращения: 17 сентября 2012. Архивировано 31 октября 2012 года. со ссылкой на: Архив МО СССР, ф. 732 ЗАП ПВО, оп. 169367, д. 8, лл. 16-17.